# Azurá Stevens
Pour les articles homonymes, voir Stevens.
Azurá Stevens, née le 1er février 1996 à Pawtucket, Rhode Island, est une joueuse américaine de basket-ball.

## Biographie
En NCAA, Stevens joue d'abord pour les Blue Devils de Duke, puis après une année redshirt pour les Huskies du Connecticut,, Azurá Stevens est le sixième choix de la Azura Stevens par les Wings de Dallas. Il y dispute une bonne saison rookie récompensée par une sélection dans la WNBA All-Rookie Team.
Malgré une saison régulière 2021 moyenne (16 victoires - 16 défaites), elle parvient à remporter un titre de champion avec le Sky de Chicago qui s'impose en finales 3 à 1 face au Mercury de Phoenix,.

## Palmarès
- Championne WNBA 2021[6]